# Association Française pour le Nommage Internet en Coopération
Die Association Française pour le Nommage Internet en Coopération (französisch, kurz Afnic) ist eine gemeinnützige Organisation mit Sitz in Guyancourt. Sie wurde im Dezember 1997 gegründet, um die Verwaltung länderspezifischer Top-Level-Domains zu übernehmen.

## Geschichte
Im Jahr 1986 erhielt die Institut national de recherche en informatique et en automatique (INRIA) das Recht, die Top-Level-Domain .fr für Frankreich zu verwalten. Erst 1996 wurde eine Richtlinie veröffentlicht, unter der Domains tatsächlich registriert werden konnten. Schließlich gründete die INRIA im Jahr 1998 die AFNIC als gemeinnützige Organisation, der später die Verwaltung der .fr-Endung übergeben wurde.
Am 25. Juni 2001 wurde auf Antrag der französischen Regierung mit .re die zweite Top-Level-Domain unter Verwaltung der AFNIC eingeführt. Die Vergabekriterien sind mit denen von .fr identisch. Seit 2004 hat prinzipiell jedermann das Recht, beliebige Domains zu registrieren – zuvor mussten Interessenten noch ihre Ansprüche nachweisen, beispielsweise in Form einer eingetragenen Marke. Eine physische Präsenz in Frankreich oder auf Réunion war aber weiterhin notwendig. Seit 2006 können nicht nur juristische, sondern auch natürliche Personen eine .fr-Domain bestellen.
Im Jahr 2007 veröffentlichte die AFNIC den ersten Domain Name Industry Report, der Aufschluss über .fr- und .re-Domains und deren Erfolg gibt. Er wird seitdem jedes Jahr veröffentlicht. Am 11. Januar 2008 hat die AFNIC für .fr die Marke von einer Million registrierten Domains erreicht. 2011 waren zwei Millionen Anmeldungen vorhanden.
Beginnend mit dem 3. Juli 2012 unterstützt die AFNIC bei allen ccTLDs, die sich in ihrer Verwaltung befinden, die Verwendung von Sonderzeichen als sogenannte internationalisierte Domainnamen. Im Rahmen der Einführung neuer Top-Level-Domains bewirbt sich die Stadt Paris gemeinsam mit der AFNIC beziehungsweise CORE um .paris.

## Kritik
Im Jahr 2004 geriet die Organisation in die Kritik, als über 4.000 Domains des Registrars EuroDNS gesperrt wurden. Streitpunkt war damals, dass EuroDNS es mit Hilfe eines Treuhänders auch Ausländern ermöglichte, .fr-Domains zu registrieren. Dieses Vorgehen betrachtete die AFNIC als Verstoß gegen die offiziellen Vergabekriterien. Letztendlich landete der Streit um die blockierten Domains vor Gericht.